# Isidor Kaim
Isidor Kaim (auch K. Sidori (Pseudonym), geboren 25. Februar 1817 in Dresden; gestorben 1873 in Dresden) war 1845 der erste staatlich zugelassene Rechtsanwalt jüdischen Glaubens in Sachsen. Er nahm aktiv als Redner und Publizist an der Revolution von 1848 teil und publizierte neben Schriften zur Emanzipation der Juden auch maßgebliche juristische Fachliteratur.

## Leben
Am 25. Februar 1817 wurde Isidor Kaim als 15. Kind des Juweliers Samuel Kaim (Samuel Ben Chajim, * 1803), der später mit Hirsch Beer und Mendel Schie Vorstand der jüdischen Gemeinde Dresdens wurde (1813–1837), und dessen erster Ehefrau Buna Hirschel, Tochter des Löbel Salamon Hirschel und Schwester von Gerhard (Gutkind) Bonnier (Hirschel) und Breindel Lehmann (Hirschel) in Dresden geboren. Bekannte Geschwister Isidors waren Samuel, der das Juweliergeschäft weiterführte, Eisik und Emil (Gutkind) Bonnier, der erste jüdische Redakteur in Sachsen.
Nach einem Medizinstudium studierte er bis 1841 Rechtswissenschaften und wurde als Jude zum Examen zugelassen, aufgrund einer Verordnung von 1512 nicht aber zur Ausübung des Berufs des Advokaten. Nur aufgrund einer Erlaubnis des Königs bekam er 1845 die Erlaubnis zur Berufsausübung, konnte diesen Beruf jedoch weiterhin nicht praktizieren, da es eine Warteliste gab. Er siedelte nach Leipzig über und erhielt 1849 auf Antrag das Bürgerrecht. 1848 nahm er aktiv auf der Seite der Demokraten an der Revolution teil. Wegen staatsgefährdender Schmähungen in einem Zeitungsartikel bekam er eine 4-monatige Gefängnisstrafe.
Als Rechtsanwalt war er hauptsächlich in Fragen des Handelsrechts tätig. 1854 wurde er wegen angeblichen Betrugs zu einer Haftstrafe verurteilt. Nach seiner Entlassung 1859 siedelte er nach Berlin über, wo er bei seinem Bruder Samuel lebte und bis Ende der 1860er Jahre mehrere Publikationen veröffentlichte. Seine letzten Lebensjahre lebte Kaim in Armut und litt unter den Folgen einer Krankheit. Nach seinem Tod am 1. September 1873 wurde er auf dem jüdischen Friedhof in Dresden bestattet.
In seinen Schriften tritt er nachdrücklich für die Emanzipation der Juden ein.

## Schriften
- K. Sidori: Geschichte der Juden in Sachsen. Leipzig 1840[6]
- K. Sidori: Gabriel Riesser. In: Jeschurun. Taschenbuch für Schilderungen und Anklänge aus dem Leben der Juden. Auf das Jahr 5601 israelitischer Zeitrechnung. Herausgegeben von Carl Maien und Siegm. Frankenberg. Leipzig 1841[7]
- Isidor Kaim: Die Bedeutsamkeit der Juden in Leipzig. Leipzig 1842
- Isidor Kaim: Ein Wort über die rechtlichen Zustände der Juden im Preussischen Staate, Leipzig 1842
- Isidor Kahn: Zur kritischen Beleuchtung des Kirchenstreites im Großherzogthum Baden, Leipzig 1854
- Isidor Kaim: Revision der sächsischen Rezesse von 1740 und 1835 mit dem Hause Schönburg, Leipzig 1860.
- Isidor Kaim: Der Sächsische Entwurf einer evangelisch-lutherischen Kirchenordnung im Lichte des Protestantismus. Leipzig 1861
- Isidor Kaim: Das Kirchenpatronatrecht nach seiner Entstehung, Entwickelung und heutigen Stellung im Staate, 2 Bände, Leipzig 1866[8]
- Isidor Kaim: Ein Jahrhundert der Judenemancipation und deren christliche Vertheidiger: Rückblick auf Literatur und Geschichte, Leipzig 1869.[9]